# Samuel Hall (plongeon)
Pour les articles homonymes, voir Samuel Hall et Hall.
Samuel Wesley Hall, connu aussi sous le nom de Sam Hall, est un plongeur américain des années 1950 et 1960 né le 10 mars 1937 à Dayton (Ohio) et mort le 11 août 2014.

## Carrière
Il est médaillé d'argent en tremplin à 3 mètres aux Jeux panaméricains de 1959 à Chicago ainsi qu'aux Jeux olympiques d'été de 1960 à Rome.
Dans les années 1980, il est allé au Nicaragua pour aider les Contras, paramilitaires anticommunistes.